# Willem van Zeist
Willem (Wim) van Zeist (Apeldoorn, 12 maart 1924 – Bedum, 7 oktober 2016) was een Nederlands bioloog die actief was op het gebied van de archeobotanie en de palynologie. Aan de Rijksuniversiteit Groningen was hij hoogleraar en directeur van het "Biologisch-Archeologisch Instituut" (BAI, sedert 1998 het Groninger Instituut voor Archeologie).

## Biografie
Van Zeist studeerde biologie aan de Universiteit Utrecht, alwaar hij in 1955 promoveerde met het proefschrift over een pollen analytisch-onderzoek in Noord-Nederland. Zijn gehele wetenschappelijke carrière was hij verbonden aan het Biologisch-Archaeologisch Instituut van de Rijksuniversiteit Groningen. Aan deze universiteit was vanaf 1967 lector om in 1973, op 49-jarige leeftijd, te worden benoemd tot bijzonder hoogleraar. Van 1980 tot aan zijn emeritaat in 1989 was er hij gewoon hoogleraar 'Paleobotanie van het Kwartair'. In 1983 werd hij lid van de Koninklijke Nederlandse Akademie van Wetenschappen (KNAW).

## Onderzoek
Van Zeist was een pionier op het gebied van paleobotanisch en palynologisch onderzoek, een vakgebied waarbij biologische micro- en macrofossielen van pollen en zaden gebruikt worde ter ondersteuning van de archeologie. Binnen Nederland voerde Van Zeist belangrijk onderzoek uit naar kano van Pesse, de oudste mesolithische boot ter wereld die in de Nederlandse provincie Drenthe werd gevonden. Deze kano, die volgens een C14-datering tussen de 8200 en 7600 voor Christus was gebouwd, wordt tegenwoordig tentoongesteld in het Drents Museum in Assen.
Hij bestudeerde de vegetatiegeschiedenis van veengebieden in zuidoost Drenthe en concludeerde dat rond 5000 voor Christus hier de eerste neolithische nederzettingen ontstonden. Hij voerde onderzoek naar diverse Drentse veenlijken, waaronder die van het meisje van Yde en het Paar van Weerdinge. Daarnaast voerde hij analytische onderzoek uit naar pollenkernen en verkoolde zaden en vruchten afkomstig uit archeologische afgravingen in Gasselte, Noordbarge, Odoorn, Peelo en Wijster.
In 1975 begon Van Zeist met het opzetten van een klimatologisch database voor het Nabije Oosten met pollenanalyses uit Irak, Iran en Turkije. Samen met andere studies concludeerde hij dat er sedert 5500 voor Christus in het klimaat van dit gebied slechts relatief kleine schommelingen waren geweest. Op verschillende archeologische vindplaatsen in het Nabije Oosten, zoals Tell Ramad, Tell Ghoraifé, El Kowm, Ras Shamra, Çayönü, Ganj Dareh, Mureybet en Tell Aswad, voerde hij paleobotanische studies en dateringsanalyses uit die van cruciaal belang bleken te zijn. Op de laatste locatie, in de buurt van de Hermonberg in Syrië, vond hij een opmerkelijke vondst van de vroegst gekweekte emmertarwe die tot nu toe op aarde is gevonden, samen met wat hij beschouwde als gedomesticeerde erwten, linzen en andere granen, zoals eenkoorn en gerst in latere stadia.
- Bibliothèque nationale de France: cb123273048 (data)
- Gemeinsame Normdatei: 1070227374
- International Standard Name Identifier: 0000 0000 6646 9523
- Library of Congress Control Number: n83222535
- Nationale Bibliotheek van Israël: 987007421509205171
- Nederlandse Thesaurus van Auteursnamen: 07382447X
- Système universitaire de documentation: 032195249
- Virtual International Authority File: 44368718
- WorldCat: E39PBJgxqkfyt4Wj8pbMWKbw4q